# 路德维希·本杰明
路德维希·本杰明（Ludwig Benjamin，1825年—1848年）为德国植物学家及真菌学家。其产于创作了卡尔·冯·马齐乌斯的《巴西植物志》（Flora Brasiliensis）一书。